# Sylvia Hoeks
Pour les articles homonymes, voir Hoeks.
Sylvia Hoeks, née le 1er juin 1983 à Maarheeze (Pays-Bas), est une actrice néerlandaise.

## Biographie
Sylvia Hoeks a grandi à Maarheeze, dans le Brabant-Septentrional. Elle parle néerlandais, anglais, allemand et français,. Après le lycée, elle prit des cours à l'Académie de théâtre de Maastricht,.

## Carrière
Sylvia Hoeks a été repérée par l'agence Elite Model Management à l'âge de 14 ans,. Son premier travail fut une couverture pour Elle Girl, puis elle poursuivit comme mannequin en Europe durant plusieurs années.
Peu de temps après avoir obtenu son diplôme à l'Académie de théâtre de Maastricht, Sylvia participa au film de Jos Stelling, Duska, en 2007. Elle remporta le Veau d'or, l'équivalent néerlandais des Oscars, du meilleur second rôle féminin pour son interprétation,. Elle joua ensuite Julia dans The Storm en 2009 puis le rôle titre dans Tirza en 2010,. Sylvia obtint le rôle de Johanna van Heesch dans The Gang of Oss en 2011, puis celui d'Elise dans The Girl and Death en 2012. En 2013, elle interpréta Claire Ibbetson dans The Best Offer,.
Sylvia a été la vedette des séries télévisées néerlandaises Bloedverwanten (nl) de 2010 à 2014 et Overspel (nl) de 2011 à 2015.
Sylvia interpréta le réplicant Luv dans le film de science-fiction Blade Runner 2049 en 2017,. Elle s'entraîna au poids et aux arts martiaux six heures par jour, six jours par semaine avant et pendant le tournage. La même année, elle apparaît dans le film d'action  Renegades , produit par Luc Besson.
Elle obtient, l’année suivante, un rôle dans The Girl in the Spider's Web, la suite de Millénium : Les Hommes qui n'aimaient pas les femmes.
En 2019 elle est à l'affiche de la série See produite pour le service de streaming Apple TV+ dans le rôle de la reine Kane.

## Filmographie
- 2007 : Duska de Jos Stelling : La femme
- 2009 : The Storm de Ben Sombogaart : Julia
- 2010 : Tirza de Rudolf van den Berg : Tirza
- 2011 : The Gang (The Gang Of Oss) d'André van Duren : Johanna
- 2012 : The Girl and Death de Jos Stelling : Elise
- 2013 : The Best Offer de Giuseppe Tornatore : Claire Ibbetson
- 2013 : Bro's Before Ho's de Steffen Haars et Flip van der Kuil : Anna
- 2017 : Whatever Happens de Niels Laupert : Hannah
- 2017 : Braqueurs d'élite (Renegades) de Steven Quale : Lara Simic
- 2017 : Blade Runner 2049 de Denis Villeneuve : Luv
- 2018 : Millénium : Ce qui ne me tue pas (The Girl in the Spider's Web) de Fede Alvarez : Camilla Salander
- 2019 : See[14] (série télévisée) : la reine Sibeth Kane
- 2021 : Plan A des Frères Paz, Doron et Yoav : Anna
- 2024 : Berlin Nobody de Jordan Scott : Nina
- 2024 : Twilight of the Gods (série télévisée) : Sigrid